# A Ferencvárosi TC 1937–1938-as szezonja
A Ferencvárosi TC 1937–1938-as szezonja szócikk a Ferencvárosi TC első számú férfi labdarúgócsapatának egy szezonjáról szól, mely összességében és sorozatban is a 35. idénye volt a csapatnak a magyar első osztályban. A klub fennállásának ekkor volt a 39. évfordulója.

## Mérkőzések
| Színmagyarázat | Színmagyarázat |
| -------------- | -------------- |
|                | Győzelem.      |
|                | Döntetlen.     |
|                | Vereség.       |

### Közép-európai kupa1937
(előzményét lásd az 1936–37-es szezonnál)
Döntő
| 1937. szeptember 12. |

| Ferencváros                                          | 4 – 2               | Lazio                |
| ---------------------------------------------------- | ------------------- | -------------------- |
| Toldi 22' Sárosi I 53' 60' (11-esből) 74' (11-esből) | (1 – 1) Jegyzőkönyv | Busani 26' Piola 64' |

| Üllői út, Budapest Nézőszám: 30 000 Játékvezető: Augustin Krist (csehszlovák) |

| 1937. október 24. 15:00 |

| Lazio                         | 4 – 5               | Ferencváros                                      |
| ----------------------------- | ------------------- | ------------------------------------------------ |
| Camolese 4' 18' Piola 24' 36' | (4 – 3) Jegyzőkönyv | Sárosi I 5' (11-esből) 7' 81' Toldi 37' Kiss 72' |

| Nazionale PNF Stadion, Róma Nézőszám: 15 000 Játékvezető: Wüttrich |

### Közép-európai kupa1938
1. forduló
| 1938. június 26. |

| Židenice Brno           | 3 – 1               | Ferencváros |
| ----------------------- | ------------------- | ----------- |
| Rulc 55' Nepala 60' 68' | (0 – 0) Jegyzőkönyv | Kiss 74'    |

| Brno Nézőszám: 19 000 Játékvezető: Raffaele Schorzoni (olasz) |

| 1938. július 3. |

| Ferencváros                            | 3 – 0               | Židenice Brno |
| -------------------------------------- | ------------------- | ------------- |
| Neder 21' (öngól) Toldi 51' Polgár 65' | (1 – 0) Jegyzőkönyv |               |

| Üllői út, Budapest Nézőszám: 15 000 |

2. forduló
| 1938. július 10. |

| Ripensia Timișoara    | 4 – 5               | Ferencváros                               |
| --------------------- | ------------------- | ----------------------------------------- |
| Bindea 9' 43' 45' 81' | (3 – 3) Jegyzőkönyv | Toldi 13' 15' 54' Sárosi I 34' Táncos 87' |

| Bukarest Nézőszám: 20 000 Játékvezető: Rinaldo Barlassina (olasz) |

| 1938. július 17. |

| Ferencváros                    | 4 – 1               | Ripensia Timișoara |
| ------------------------------ | ------------------- | ------------------ |
| Sárosi I 25' 37' 62' Toldi 83' | (2 – 0) Jegyzőkönyv | Dobay 89'          |

| Üllői út, Budapest Nézőszám: 20 000 |

Elődöntő
| 1938. július 24. |

| Juventus                              | 3 – 2               | Ferencváros      |
| ------------------------------------- | ------------------- | ---------------- |
| Filippis 31' Buscaglia 35' Tomasi 60' | (2 – 1) Jegyzőkönyv | Sárosi I 45' 61' |

| Torino Nézőszám: 10 000 |

| 1938. július 31. 17:15 |

| Ferencváros             | 2 – 0               | Juventus |
| ----------------------- | ------------------- | -------- |
| Sárosi I 76' Kemény 85' | (0 – 0) Jegyzőkönyv |          |

| Üllői út, Budapest |

(folytatását lásd az 1938–39-es szezonnál)

### NB 1 1937–38

#### Őszi fordulók
| 1. forduló 1937. augusztus 22. |

| Hungária | 3 – 3               | Ferencváros   |
| -------- | ------------------- | ------------- |
|          | (1 – 1) Jegyzőkönyv | Kemény Táncos |

| Hungária körút, Budapest |

| 2. forduló 1937. augusztus 29. |

| Ferencváros           | 5 – 4               | Nemzeti FC |
| --------------------- | ------------------- | ---------- |
| Sárosi I Kiss Székely | (2 – 1) Jegyzőkönyv |            |

| Üllői út, Budapest |

| 3. forduló 1937. szeptember 5. |

| Kispest | 3 – 4               | Ferencváros     |
| ------- | ------------------- | --------------- |
|         | (2 – 3) Jegyzőkönyv | Sárosi I Táncos |

| Budapest Nézőszám: 2 000 Játékvezető: Bartók (magyar) |

| 4. forduló 1937. szeptember 22. |

| Ferencváros                   | 5 – 2               | Budafok FC |
| ----------------------------- | ------------------- | ---------- |
| Kemény Kiss Székely ög' Toldi | (2 – 0) Jegyzőkönyv |            |

| Üllői út, Budapest Nézőszám: 3 500 Játékvezető: Bíró Sándor (magyar) |

| 5. forduló 1937. szeptember 26. |

| Elektromos FC | 1 – 2               | Ferencváros |
| ------------- | ------------------- | ----------- |
|               | (0 – 1) Jegyzőkönyv | Toldi ög'   |

| Budapest Nézőszám: 8 000 Játékvezető: Szél László (magyar) |

| 6. forduló 1937. október 3. |

| Ferencváros    | 3 – 1               | Újpest |
| -------------- | ------------------- | ------ |
| Toldi Sárosi I | (0 – 1) Jegyzőkönyv |        |

| Üllői út, Budapest |

| 7. forduló 1937. október 17. |

| Szeged FC | 0 – 1       | Ferencváros |
| --------- | ----------- | ----------- |
|           | Jegyzőkönyv | Kiss        |

| Szeged |

| 8. forduló 1937. november 1. |

| Bocskai FC | 2 – 3       | Ferencváros           |
| ---------- | ----------- | --------------------- |
|            | Jegyzőkönyv | Sárosi I Kemény Toldi |

| Debrecen |

| 9. forduló 1937. november 7. |

| Ferencváros    | 4 – 3       | Taxisok |
| -------------- | ----------- | ------- |
| Sárosi I Toldi | Jegyzőkönyv |         |

| Üllői út, Budapest |

| 10. forduló 1937. november 21. |

| Budai 11 | 1 – 3       | Ferencváros   |
| -------- | ----------- | ------------- |
|          | Jegyzőkönyv | Toldi Gyetvai |

| Hungária körút, Budapest |

| 11. forduló 1937. november 28. |

| Ferencváros           | 5 – 1               | Győri ETO |
| --------------------- | ------------------- | --------- |
| Sárosi I Polgár Toldi | (4 – 0) Jegyzőkönyv |           |

| Üllői út, Budapest Nézőszám: 4 000 Játékvezető: Juhász Attila (magyar) |

| 12. forduló 1937. december 5. |

| Ferencváros                             | 12 – 1              | Törekvés SE |
| --------------------------------------- | ------------------- | ----------- |
| Kemény Sárosi I Lázár Kiss Toldi Táncos | (5 – 1) Jegyzőkönyv |             |

| Üllői út, Budapest |

| 13. forduló 1937. december 12. |

| Ferencváros    | 5 – 0       | Phőbus FC |
| -------------- | ----------- | --------- |
| Toldi Sárosi I | Jegyzőkönyv |           |

| Üllői út, Budapest |

#### Tavaszi fordulók
| 14. forduló 1938. január 30. |

| Újpest | 4 – 2               | Ferencváros |
| ------ | ------------------- | ----------- |
|        | (3 – 0) Jegyzőkönyv | Sárosi I    |

| Megyeri út, Újpest |

| 15. forduló 1938. február 6. |

| Ferencváros | 1 – 3       | Szeged FC |
| ----------- | ----------- | --------- |
| Toldi       | Jegyzőkönyv |           |

| Üllői út, Budapest |

| 16. forduló 1938. február 13. |

| Ferencváros                    | 5 – 0               | Bocskai FC |
| ------------------------------ | ------------------- | ---------- |
| Kemény Táncos Lázár Toldi Kiss | (3 – 0) Jegyzőkönyv |            |

| Üllői út, Budapest |

| 17. forduló 1938. február 27. |

| Taxisok | 2 – 3       | Ferencváros      |
| ------- | ----------- | ---------------- |
|         | Jegyzőkönyv | Lázár Kiss Toldi |

| Hungária körút, Budapest |

| 18. forduló 1938. március 6. |

| Ferencváros  | 3 – 0       | Budai 11 |
| ------------ | ----------- | -------- |
| Toldi Táncos | Jegyzőkönyv |          |

| Üllői út, Budapest |

| 19. forduló 1938. március 13. |

| Győri ETO | 0 – 1       | Ferencváros |
| --------- | ----------- | ----------- |
|           | Jegyzőkönyv | Toldi       |

| Győr |

| 20. forduló 1938. március 27. |

| Törekvés SE | 0 – 6               | Ferencváros                |
| ----------- | ------------------- | -------------------------- |
|             | (0 – 5) Jegyzőkönyv | Sárosi I Kemény Bíró Jakab |

| Üllői út, Budapest Nézőszám: 3 000 Játékvezető: Vogel R. (magyar) |

| 21. forduló 1938. április 3. |

| Phőbus FC | 1 – 3               | Ferencváros         |
| --------- | ------------------- | ------------------- |
|           | (0 – 2) Jegyzőkönyv | Sárosi I Bíró Jakab |

| Hungária körút, Budapest Nézőszám: 22 000 Játékvezető: Bíró Sándor (magyar) |

| 22. forduló 1938. április 10. |

| Ferencváros | 1 – 0       | Hungária |
| ----------- | ----------- | -------- |
| Sárosi I    | Jegyzőkönyv |          |

| Üllői út, Budapest |

| 23. forduló 1938. május 1. |

| Nemzeti FC | 3 – 6       | Ferencváros                |
| ---------- | ----------- | -------------------------- |
|            | Jegyzőkönyv | Sárosi I Bíró Toldi Kemény |

| Üllői út, Budapest |

| 24. forduló 1938. május 8. |

| Ferencváros | 2 – 1       | Kispest |
| ----------- | ----------- | ------- |
| Kemény ög'  | Jegyzőkönyv |         |

| Üllői út, Budapest |

| 25. forduló 1938. május 22. |

| Budafok FC | 1 – 2               | Ferencváros |
| ---------- | ------------------- | ----------- |
|            | (0 – 0) Jegyzőkönyv | Toldi       |

| Hungária körút, Budapest |

| 26. forduló 1938. május 26. |

| Ferencváros           | 5 – 1               | Elektromos FC |
| --------------------- | ------------------- | ------------- |
| Toldi Kemény Sárosi I | (2 – 1) Jegyzőkönyv |               |

| Üllői út, Budapest Nézőszám: 4 000 Játékvezető: Gombos (magyar) |

#### Végeredmény
| #  | Csapat        | J  | Gy | D | V  | Rg | Kg | Gk  | P  | Megjegyzés                         |
| -- | ------------- | -- | -- | - | -- | -- | -- | --- | -- | ---------------------------------- |
| 1  | Ferencváros   | 26 | 23 | 1 | 2  | 95 | 38 | +57 | 47 | Bajnok, 1938-as közép-európai kupa |
| 2  | Újpest        | 26 | 21 | 2 | 3  | 90 | 32 | +58 | 44 | 1938-as közép-európai kupa         |
| 3  | Hungária      | 26 | 18 | 4 | 4  | 86 | 32 | +54 | 40 | 1938-as közép-európai kupa         |
| 4  | Kispest       | 26 | 15 | 1 | 10 | 72 | 59 | +13 | 31 | 1938-as közép-európai kupa         |
| 5  | Elektromos FC | 26 | 11 | 6 | 9  | 51 | 49 | +2  | 28 |                                    |
| 6  | Phőbus FC     | 26 | 11 | 3 | 12 | 57 | 56 | +1  | 25 |                                    |
| 7  | Nemzeti FC    | 26 | 9  | 6 | 11 | 61 | 71 | -10 | 24 |                                    |
| 8  | Szeged FC     | 26 | 10 | 3 | 13 | 42 | 49 | -7  | 23 |                                    |
| 9  | Taxisok       | 26 | 8  | 6 | 12 | 56 | 63 | -7  | 22 |                                    |
| 10 | Budafok FC    | 26 | 10 | 2 | 14 | 43 | 49 | -6  | 22 |                                    |
| 11 | Bocskai FC    | 26 | 9  | 2 | 15 | 43 | 57 | -14 | 20 |                                    |
| 12 | Törekvés SE   | 26 | 7  | 4 | 15 | 49 | 80 | -31 | 18 |                                    |
| 13 | Győri ETO     | 26 | 3  | 5 | 18 | 24 | 83 | -59 | 11 | Kiesett                            |
| 14 | Budai 11      | 26 | 3  | 3 | 20 | 28 | 79 | -51 | 9  | Kiesett                            |

#### Eredmények összesítése
Az alábbi táblázatban összesítve szerepelnek a Ferencvárosi TC 1937/38-as bajnokságban elért eredményei.
| Ősz/tavasz (forduló)    | Otthon | Otthon | Otthon | Otthon | Otthon | Otthon | Otthon | Idegenben | Idegenben | Idegenben | Idegenben | Idegenben | Idegenben | Idegenben |
| Ősz/tavasz (forduló)    | M      | GY     | D      | V      | LG–KG  | GK     | P      | M         | GY        | D         | V         | LG–KG     | GK        | P         |
| ----------------------- | ------ | ------ | ------ | ------ | ------ | ------ | ------ | --------- | --------- | --------- | --------- | --------- | --------- | --------- |
| Őszi szezon (1–13.)     | 7      | 7      | 0      | 0      | 39–12  | +27    | 14     | 6         | 5         | 1         | 0         | 16–10     | +6        | 11        |
| Tavaszi szezon (14–26.) | 6      | 5      | 0      | 1      | 17–5   | +12    | 10     | 7         | 6         | 0         | 1         | 23–11     | +12       | 12        |
| Összesen (1–26.)        | 13     | 12     | 0      | 1      | 56–17  | +39    | 24     | 13        | 11        | 1         | 1         | 39–21     | +18       | 23        |

### Egyéb mérkőzések
| 1937. december 19. |

| HAŠK Zagreb | 4 – 6       | Ferencváros                |
| ----------- | ----------- | -------------------------- |
|             | Jegyzőkönyv | Sárosi I Kiss Kemény Toldi |

| Zágráb |

| 1937. december 25. |

| Valletta City | 1 – 12      | Ferencváros                           |
| ------------- | ----------- | ------------------------------------- |
|               | Jegyzőkönyv | Sárosi I Toldi Kiss Kemény Táncos ög' |

| Valletta |

| 1937. december 26. |

| St. Georges | 1 – 3       | Ferencváros     |
| ----------- | ----------- | --------------- |
|             | Jegyzőkönyv | Sárosi I Táncos |

| Valletta |

| 1938. január 1. |

| Navy | 2 – 9       | Ferencváros           |
| ---- | ----------- | --------------------- |
|      | Jegyzőkönyv | Toldi Sárosi I Kemény |

| Valletta |

| 1938. január 2. |

| Floriana FC | 2 – 4       | Ferencváros           |
| ----------- | ----------- | --------------------- |
|             | Jegyzőkönyv | Sárosi I Táncos Toldi |

| Valletta |

| 1938. január 6. |

| Sliema Wanderers | 2 – 4       | Ferencváros         |
| ---------------- | ----------- | ------------------- |
|                  | Jegyzőkönyv | Sárosi I Toldi Kiss |

| Valletta |

| 1938. január 8. |

| Army | 3 – 11      | Ferencváros                |
| ---- | ----------- | -------------------------- |
|      | Jegyzőkönyv | Sárosi I Toldi Jászberényi |

| Valletta |

| 1938. január 10. |

| Málta | 3 – 12      | Ferencváros                       |
| ----- | ----------- | --------------------------------- |
|       | Jegyzőkönyv | Sárosi I Toldi Kemény Táncos Kiss |

| Valletta |

| 1938. április 14. |

| VfR Mannheim | 0 – 4       | Ferencváros           |
| ------------ | ----------- | --------------------- |
|              | Jegyzőkönyv | Sárosi I Toldi Kemény |

| Mannheim |

| 1938. április 16. |

| Spora | 1 – 4       | Ferencváros |
| ----- | ----------- | ----------- |
|       | Jegyzőkönyv | Sárosi I    |

| Luxembourg |

| 1938. április 18. |

| Wacker Wien | 4 – 2       | Ferencváros  |
| ----------- | ----------- | ------------ |
|             | Jegyzőkönyv | Kemény Jakab |

| Luxembourg |

| 1938. június 12. |

| Temesvári Kinizsi | 3 – 1       | Ferencváros |
| ----------------- | ----------- | ----------- |
|                   | Jegyzőkönyv | Szirmai     |

| Temesvár |

| 1938. június 13. |

| Vulturi | 2 – 9       | Ferencváros                      |
| ------- | ----------- | -------------------------------- |
|         | Jegyzőkönyv | Jakab Kemény Kiss Gyetvai Hámori |

| Lugos |

## Külső hivatkozások
- A csapat hivatalos honlapja (magyarul)
- Az 1937–1938-as szezon menetrendje a tempofradi.hu-n (magyarul)
- Aranyérmek – aranyévek. A Ferencváros 1937/38-as bajnoksága; szerk. Nagy Béla; FTC, Bp., 1990 (A Fradi futballmúzeum kiskönyvtára)